# ریزهمگرایی گرانشی

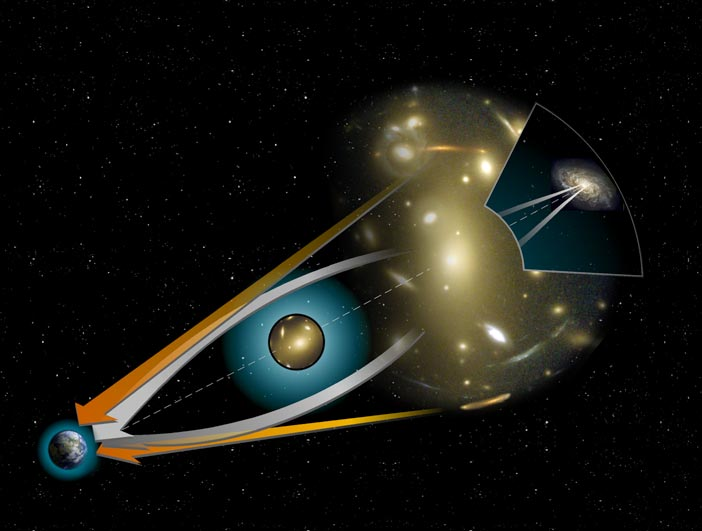
خمیدگی نور چشمه‌ای دوردست به دور جسمی پرجرم. پیکان نارنجی نشان‌دهندهٔ مکان ظاهری چشمه است. پیکان سفید مسیر نور را از مکان واقعی چشمه نشان می‌دهد.

ریزهمگرایی گرانشی (به انگلیسی: Gravitational microlensing) پدیده‌ای نجومی بر اساس همگرایی گرانشی است که با آن می‌توان اجرام نجومی را، مستقل از نوری که از آن‌ها تابیده می‌شود، شناسایی کرد. با روش‌های رصدی عادی تنها می‌توان اجرام بسیار پرنور مانند  ستاره‌ها را آشکار کرد، ولی با ریزهمگرایی گرانشی می‌توان اجرام کم‌نور یا حتی تاریک را هم رصد کرد. ریزهمگرایی گرانشی یکی از پیش‌بینی‌های نظریهٔ نسبیت عام است. 
این پدیده هنگامی رخ می‌دهد که نور یک جسمِ درخشانِ دوردست، در مسیرش تا رصدگر، از نزدیکی جسم پرجرم دیگری بگذرد و به خاطر اثر گرانشی آن جرم خمیده شود. بر اثر این پدیده، دو یا چند تصویر از جسم دوردست ساخته شده و در نتیجه درخشندگی ظاهری آن بیشتر می‌شود. با سنجش افزایش درخشندگی در طول زمان می‌توان دربارهٔ جسم پرجرم میانی (عدسی گرانشی) اطلاعاتی به دست آورد.
ریزهمگرایی گرانشی توسط یک جسم تنها، نخستین بار در سال ۱۹۹۳ دیده شد. از آن زمان این پدیده به ابزار سودمندی در مطالعهٔ ماده تاریک و سیاره‌های فراخورشیدی تبدیل شده است.